# 国务院国家知识产权战略实施工作部际联席会议
国务院国家知识产权战略实施工作部际联席会议是中华人民共和国国务院的议事协调机构。

## 历史
2008年10月9日,国务院批复同意建立国家知识产权战略实施工作部际联席会议制度。联席会议负责在国务院领导下,统筹协调国家知识产权战略实施工作。联席会议办公室设在国家知识产权局。

## 组成部门
1. 中央宣传部
2. 高法院
3. 高检院
4. 外交部
5. 发展改革委
6. 教育部
7. 科技部
8. 工业和信息化部
9. 公安部
10. 司法部
11. 财政部
12. 人力资源社会保障部
13. 生态环境部
14. 农业农村部
15. 商务部
16. 文化和旅游部
17. 国家卫生健康委
18. 中国人民银行
19. 国务院国资委
20. 海关总署
21. 市场监管总局
22. 广电总局
23. 国家统计局
24. 中科院
25. 国防科工局
26. 国家林草局
27. 国家知识产权局
28. 中央军委装备发展部
29. 中国贸促会